# Nemoria parcipuncta
Nemoria parcipuncta är en fjärilsart som beskrevs av Paul Dognin 1908. Nemoria parcipuncta ingår i släktet Nemoria och familjen mätare. Inga underarter finns listade i Catalogue of Life.